# Schlacht bei Parma
Kehl
– Pizzighettone
– Danzig
– Bitonto
– Trarbach
– Bari
– Colorno
– Parma
– Philippsburg
– Quistello
– Guastalla
– Gaeta
– Capua
– Messina
– Siracusa
– Klausen
– Trapani
Die Schlacht bei Parma, im französischen auch Schlacht bei San Pietro oder Schlacht bei la Crocetta genannt, fand am 29. Juni 1734 zwischen den französisch-sardischen Verbündeten einerseits und den Truppen der Habsburgermonarchie (resp. Kaiser Karl VI.) im Vorfeld des befestigten Parma statt. Die Schlacht dauerte den ganzen Tag an und endete mit dem Abzug der österreichischen Truppen, die vier Generäle und den kaiserlichen Feldmarschall Claudius Florimund Mercy als Gefallene zu beklagen hatten.
Dieser Sieg der Franzosen hatte keinen finalen Charakter, da beide Armeen am 19. September 1734 in der Schlacht bei Guastalla erneut aufeinanderstießen.

## Hintergründe
Die französisch-sardischen Streitkräfte hatten sich aller österreichischen Stützpunkte in Norditalien bemächtigt, da diese nur sehr schwach mit Truppen belegt waren. Eine Ausnahme bildete lediglich die Festung Mantua. Als letztes fiel am 3. Februar 1734 das Schloss von Tortona, während ein Großteil der Truppen sich bereits in den Winterquartieren befand.
Zum Beginn des Frühjahrs verlagerten sich die militärischen Operationen von der Gegend nördlich nach südlich des Po, weil die Österreicher wieder mit dem Ziel Parma in die Offensive gingen. Karl Emanuel III. versuchte mit seiner Armee das Gebiet zugunsten von Karl III., der auch Herzog von Parma und Piacenza war, gegen die österreichische Bedrohung zu behaupten.

## Kommandeure
Die französischen Truppen wurden von Maréchal de Villars befehligt, der jedoch am 17. Juni 1734 im Alter von 81 Jahren überraschend verstarb. Nachfolger wurden die Marschälle de Broglie und de Coigny. Die sardischen Truppen wurden von König Karl Emanuel III. kommandiert. Dieser hatte jedoch seine Truppe verlassen und sich notgedrungen nach Turin begeben müssen, da seine Frau Polyxena von Hessen-Rotenburg (genannt Polissena) schwer erkrankt war. Der Befehl über das sardische Kontingent ging für diesen Zeitraum an die französischen Marschälle über, unter der Prämisse, nicht mit den Kampfhandlungen zu beginnen. Als es dann doch dazu kam, war Karl Emanuel III. nicht anwesend.
Die Österreicher kommandierte Claudius Florimund Mercy, ihm zur Seite stand Prinz Friedrich Ludwig von Württemberg-Winnental. Die beiden Männer hegten eine herzliche Abneigung gegeneinander und machten einander das Leben schwer, wo es nur ging. Diese destruktive Antipathie führte letztendlich zum Desaster.

Claudius Florimund Mercy
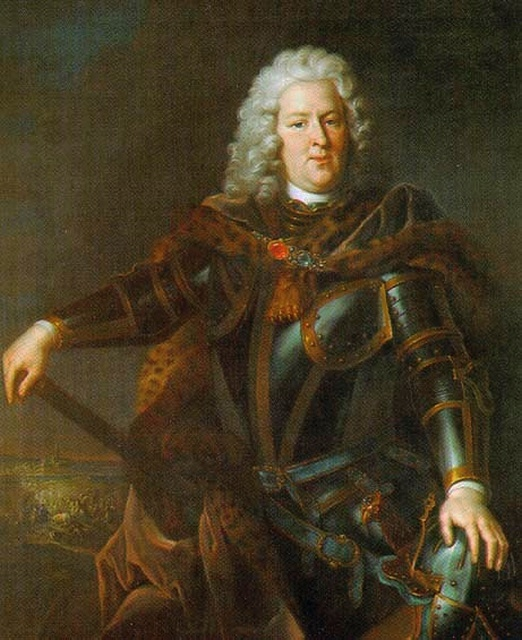
Friedrich Ludwig von Württemberg-Winnental
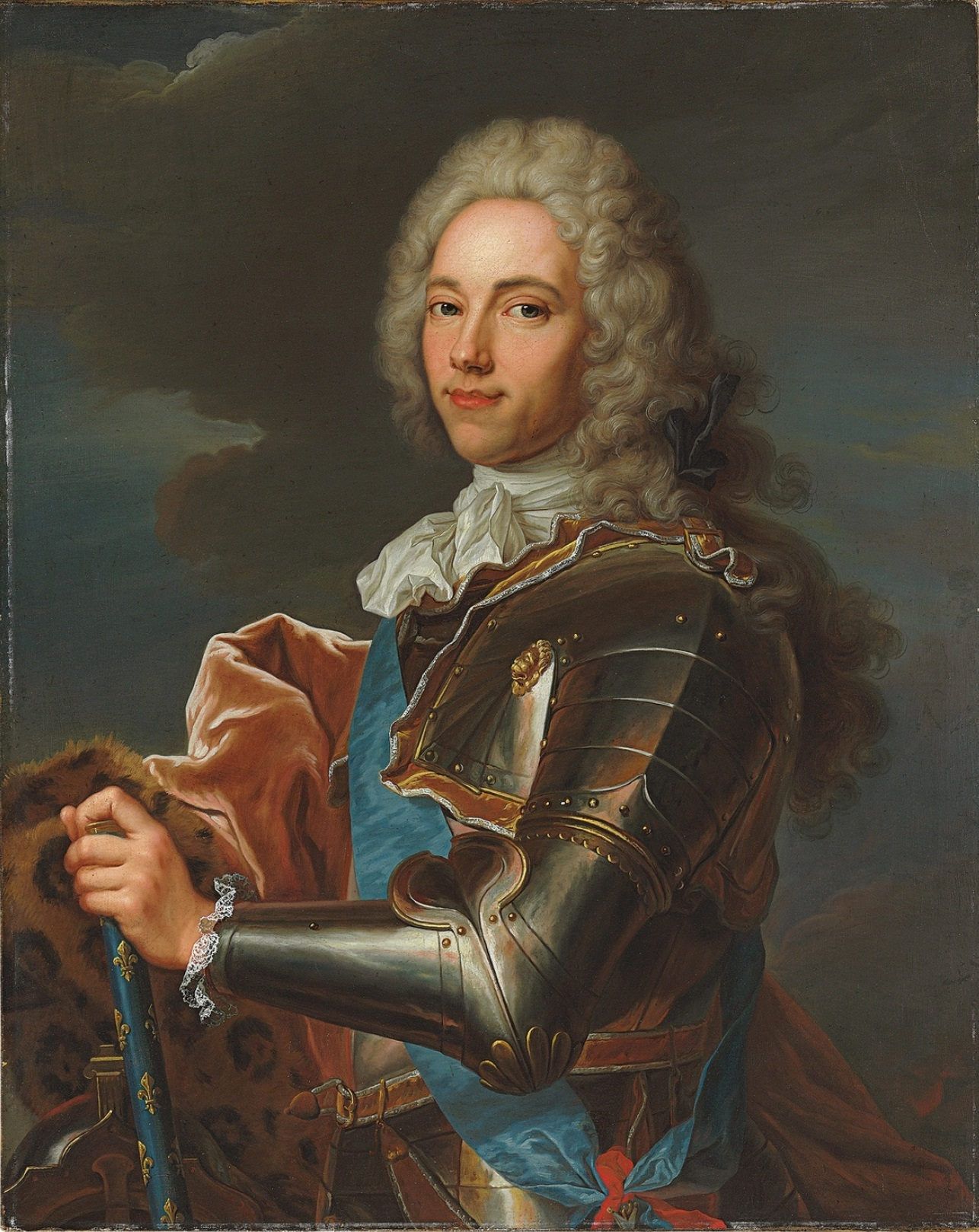
François-Marie de Broglie
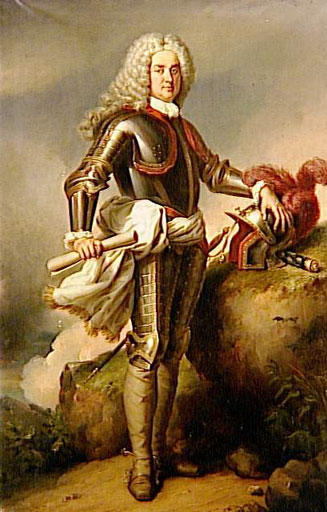
François de Franquetot, duc de Coigny

## Mai 1734
Zwischen dem 1. und dem 2. Mai 1734 überquerten die Österreicher mit dem Hauptkontingent ihrer Truppe auf zwei provisorischen Brücken den Po bei Portole und San Benedetto Po. Die französischen Truppen, die am Fluss entlang verteilt waren um diesen Übergang zu verhindern, wurden davon völlig überrascht und zogen sich in Unordnung zurück. Die Österreicher konnten daher das Gebiet bis zum Flüsschen Enza (mündet bei Brescello in den Po) widerstandslos besetzen.
Die französisch-sardische Kavallerie hatte die Gelände südlich des Po bei Sacca abgeriegelt und wies die österreichischen Vorhuten bei Colorno zurück. Die Österreicher schwenkten daraufhin nach Süden ab, um so im Westen von Parma (unterhalb der heutigen Via Emilia Ovest) in dem Gebiet einzutreffen, auf dem knapp zwei Monate später die Schlacht stattfinden sollte.

## Zwei Monate abwarten
Der Marschall de Mercy erlitt in dieser Zeit einen Schlaganfall, der ihn zeitweilig am Sehen und Sprechen hinderte. Notgedrungen musste er daher kurzfristig den Befehl dem Prinzen von Württemberg überlassen.
Während der Erkrankung des österreichischen Oberkommandierenden kamen die Parteien überein, die Aktivitäten so weit als möglich ruhen zu lassen. Im Juni gab es neben dem Kommandowechsel auch Angriffe auf Marktflecken und Plünderungen durch die Österreicher, was wiederum Gegenangriffe der französisch-sardischen Truppen herausforderte.

## Die Schlacht
Um 3.00 Uhr am Morgen des 29. Juni setzte sich die französisch-sardische Armee auf die kaiserlichen Truppen in Bewegung. Die Infanterie, bestehend aus 52 Kompanien Grenadiere, an der Spitze der Maréchal de Broglie, benutzten die Straße von Colorno nach Parma, die Dragoner nahmen den Weg an der rechten Seite der Infanterie durch den Wald von Cornocchio. Gegen 7.00 Uhr erschienen die Infanteriekolonnen unter den Mauern von Parma, zogen an diesen entlang, schwenkten auf den Weg zum Gasthaus la Crocetta ein und machten dort Halt. Nachdem die Infanterie vollzählig war, stellte sie sich in Schlachtordnung an der Straße (Via Emilia Ovest) in der Nähe des Gasthauses El Crocetto auf; drei Linien französische Infanterie und eine vierte Linie mit der sardischen Infanterie.
Die Vorhut des Grafen de Mercy überquerte den Taro, hinter ihr folgte die Hauptmacht, die sich auf Nebenwegen dem Schlachtfeld näherte. Die kaiserlichen Grenadiere der Vorhut erschienen um 10.00 Uhr vor den vorgeschobenen französischen Posten aus vier Kompanien Grenadiere und eröffneten das Feuer auf diese. Daraufhin zogen sich die Franzosen auf die Hauptwiderstandslinie zurück, wobei sie das Feuer erwiderten. Mercy befahl jetzt dem Prinzen von Württemberg, ohne Zögern massiv anzugreifen.
Der Prinz hielt entgegen, dass er zuerst die Truppen ausrichten müsse, woraufhin Mercy ungeduldig an der Spitze eines Teils seiner Kürassiere selbst angriff. Um 13.00 Uhr befanden sich die Franzosen auf dem Rückzug, als der Marschall de Mercy getötet wurde. Es folgte eine große Verwirrung bei den kaiserlichen, die sich plötzlich auch Gegenangriffen der Franzosen und Sarden ausgesetzt sahen.
Beide Seiten lagen in schwerem Feuer, das neun Stunden andauerte und sich vom Nachmittag bis gegen 19.00 Uhr noch steigerte. Danach flaute es ab und der Kampf endete gegen 21.00 Uhr.
Die Artillerie stellte das Feuer ein und die Österreicher begannen sich auf dem Weg nach Südosten zurückzuziehen. Größere Abteilungen hatten sich hinter Hecken platziert, von wo aus sie als Nachhut durch Störfeuer bis gegen 22.00 Uhr den Abzug der Hauptmacht deckten. Die Verwundeten und Toten wurden auf dem Schlachtfeld zurückgelassen. Um Mitternacht wurde die Schlacht dann allgemein als beendet erklärt.
Die Österreicher zogen sich in die heutige Provinz Reggio Emilia zurück, der Prinz von Württemberg nahm Quartier im Schloss Montechiarugolo, von wo aus er dem Kaiser einen Bericht über die Schlacht erstellte.
Die Kaiserlichen verloren 6172 Gefallene und Verwundete. Außer dem Marschall de Mercy waren vier weitere Generäle zu Tode gekommen (darunter FML Brandenburg-Bayreuth, FML Marquis d’Este, GWM Maximilian La Tour und GWM de Vins), fünf wurden verwundet, von denen zwei in Gefangenschaft gerieten und in Parma verstarben. Es gab eine hohe Anzahl an Deserteuren, die gefesselt im alliierten Lager präsentiert wurden.
Die Franzosen verloren 104 gefallene Offiziere, 452 Offiziere waren verwundet. Von den Mannschaften waren 1141 gefallen und 2305 verwundet worden. Es sind fünf französischer Generäle gefallen: der Generalleutnant Comte Pierre le Guerchoise, die MDC Comte Charles-Harles de la Chatre-Nancay Marquis de la Chatre, Comte Louis Desmoulins, de L'Isle und Francois d'Armand de Laurencin Marquis de Meson sowie Brigadier Emery-Emmanuel de Timbrune, Marquis de Valence.
Für die Piemontesen/Sarden sagt ein Dokument in der königlichen Bibliothek in Turin, dass die Linientruppen und die Partisanen 324 Verwundete und 75 Gefallene gehabt hätten, davon 12 Offiziere gefallen und 41 verwundet worden seien.

## Auswirkungen der Schlacht
Die Verbündeten rückten bis zum Fluss Secchia vor und besetzten Guastalla, Reggio und Modena. Am 20. Juli flüchtete der Herzog von Modena, Rinaldo d’Este, mit seinem Hof nach Bologna.

## Beteiligte Truppen

### Französische Infanterie
- das Régiment du Roi
- das Régiment de Picardie
- das Régiment de Provence
- das Régiment de Champagne
- das Régiment du Dauphin
- das Régiment de La Reine
- das Régiment d’Anjou
- das Régiment du Maine
- das Régiment de Souvré
- das Régiment d’Orléans
- das Régiment de Condé
- das Régiment de Bourbon
- das Régiment de La Sarre
- das Régiment de Royal Roussillon
- ein Bataillon des Régiment de Saint Simon
- ein Bataillon des Régiment de Médoc
- ein Bataillon des Régiment de Tessé
- ein Bataillon des Régiment de Montconseil
- ein Bataillon des Régiment de Foix
- ein Bataillon des Régiment de Quercy
- ein Bataillon des Régiment  de la Ferté-Imbault
- ein Bataillon des Régiment de Flandre
- ein Bataillon des Régiment de Béarn
- ein Bataillon des Régiment de Forez
- ein Bataillon des Régiment de Nivernais
- ein Bataillon des Régiment de Luxembourg
- ein Bataillon des Régiment de Bassigny
- ein Bataillon des Régiment de Rochechouart

### Französische Kavallerie
- das Regiment de La Suze dragons
- das Regiment du Dauphin dragons
- das Regiment de La Reine dragons
- das Regiment de Nicolaï dragons
- das Regiment d'Armenonville dragons
- das Regiment de Vibraye dragons
- das Regiment d'Harcourt dragons
- das Regiment de Ratsky (Rattzky) hussards
- das Régiment Royal-Piémont cavalerie
- das Regiment Royal cavalerie
- das Régiment de cuirassiers cavalerie
- das Regiment Gardes du corps cavalerie
- das Regiment de Brissac cavalerie
- das Régiment d'Anjou cavalerie
- das Régiment Mestre de Camp Général cavalerie
- das Régiment d’Harcourt cavalerie
- das Régiment de Penthièvre cavalerie

### Piemontesische Infanterie
- 2 Bataillone des Regiments Shoulembourg
- Ein Bataillon des Regiments Tarentaise
- Ein Bataillon des Regiments Turin
- Ein Bataillon des Regiments Casal
- 2 Bataillone des Regiments Gardes
- 2 Bataillone des Regiments Montferrat
- 2 Bataillone des Regiments Savoie
- 2 Bataillone des Regiments Saluces
- 2 Bataillone des Regiments Fusiliers
- 2 Bataillone des Regiments des Portes
- 2 Bataillone des Regiments Rietman

### Österreichische Infanterie
- Regiment Wilczek (Regimentsinhaber und Kommandeur: Heinrich Wilhelm von Wilczek)
- Regiment Alexander Württemberg (Regimentsinhaber: Karl Alexander von Württemberg)
- Regiment Palffy (Regimentsinhaber: Franz Pálffy ab Erdöd)
- Regiment Harrach (Regimentsinhaber: Johann Philipp Harrach)
- Regiment Lignéville (Regimentsinhaber und Kommandeur: Léopold-Marc von Lignéville)
- Regiment Fürstenbusch (Regimentsinhaber und Kommandeur: Daniel von Fürstenbusch)
- Regiment Culmbach (Regimentsinhaber und Kommandeur: Albrecht Wolfgang von Brandenburg-Bayreuth)
- Regiment Jung-Wallis (Regimentsinhaber: Franz Paul von Wallis)
- Regiment Hildburghausen (Regimentsinhaber: Joseph Friedrich von Sachsen-Hildburghausen)
- Regiment Jung-Daun (Regimentsinhaber: Heinrich Joseph von Daun)
- Regiment Wachtendonk (Regimentsinhaber und Kommandeur: Franz Carl von Wachtendonck)
- Regiment Königsegg (Regimentsinhaber: Joseph Lothar von Königsegg-Rothenfels)
- Regiment Seckendorff (Regimentsinhaber: Friedrich Heinrich von Seckendorff)
- Regiment O’Nelly (Regimentsinhaber und Kommandeur: Johann Alexander O’Nelly)
- Regiment Starhemberg (Regimentsinhaber: Guido von Starhemberg)
- Regiment Waldeck (Regimentsinhaber: Karl August Friedrich von Waldeck-Pyrmont)
- Regiment Aremberg (Regimentsinhaber: Leopold Philipp von Arenberg)
- Regiment Nailau
- Regiment Gei
- Regiment Furtembach
- Regiment Weyregg
- Regiment Bornemisza
- Regiment Carpratico
- Regiment Collmono
- Regiment Schondorf
- Regiment Winnenden

### Österreichische Kavallerie
- Regiment de Mercy Kürassiere
- Regiment Armestadt Kürassiere
- Regiment Hessen-Darmstadt Kürassiere
- Regiment Vétaréni Kürassiere
- Regiment Graf Hamilton Kürassiere
- Regiment Hàrvor Husaren
- Regiment Czungenberg Husaren
- Regiment Tollet Dragoner
- Regiment Liechtenstein Dragoner
- Regiment Herzog von Württemberg Dragoner
- Regiment Althann Dragoner
- Regiment Sachsen-Gotha Dragoner

Zeitgenössische Pläne, die die Schlacht zeigen sollen. Sie sind allerdings unterschiedlich ausgeführt und haben alle den gleichen Fehler, dass sie nicht nach Norden ausgerichtet sind – sie stehen quasi auf dem Kopf und müssten um 180° gedreht werden um sie in die Realität zu setzen!

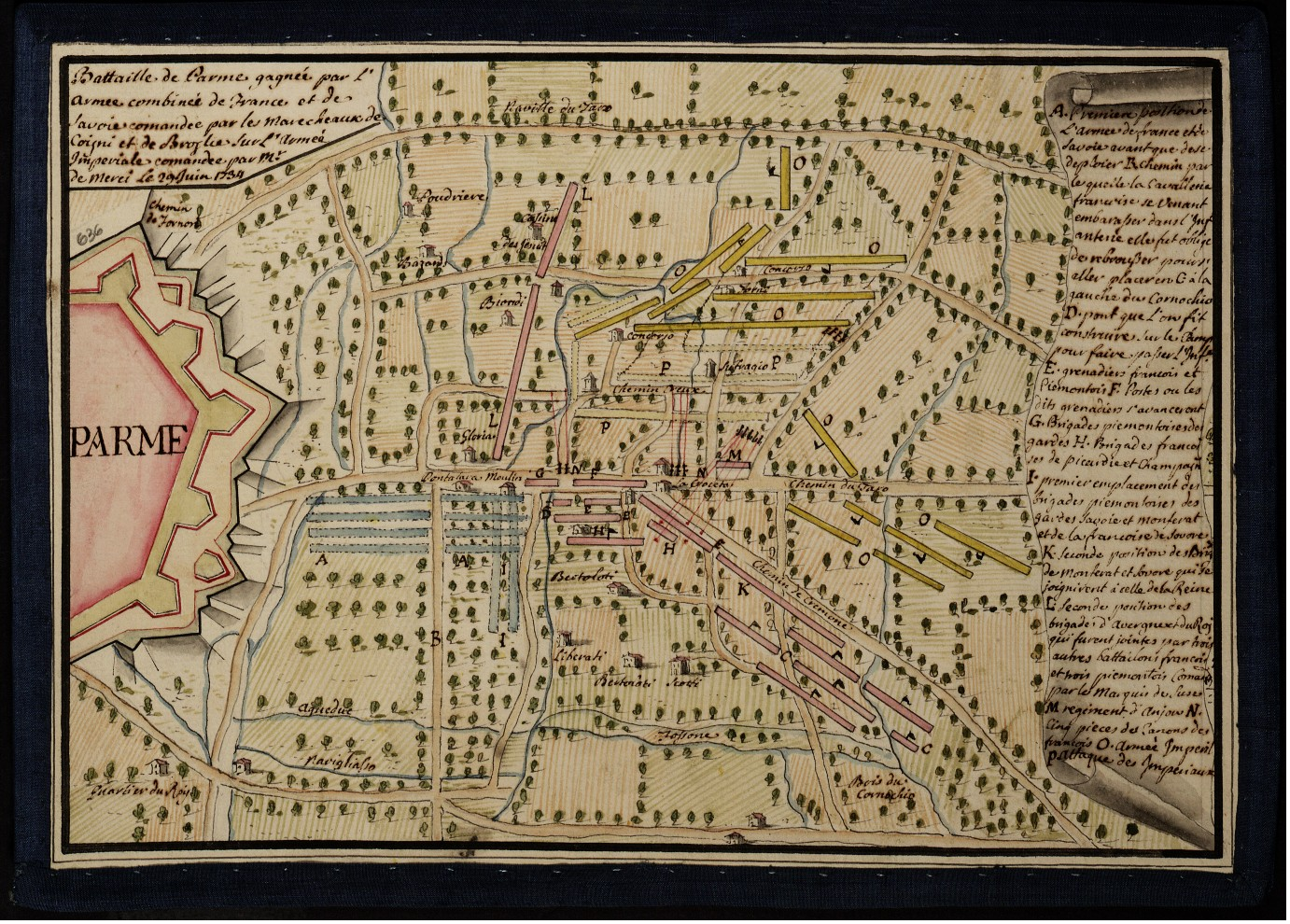
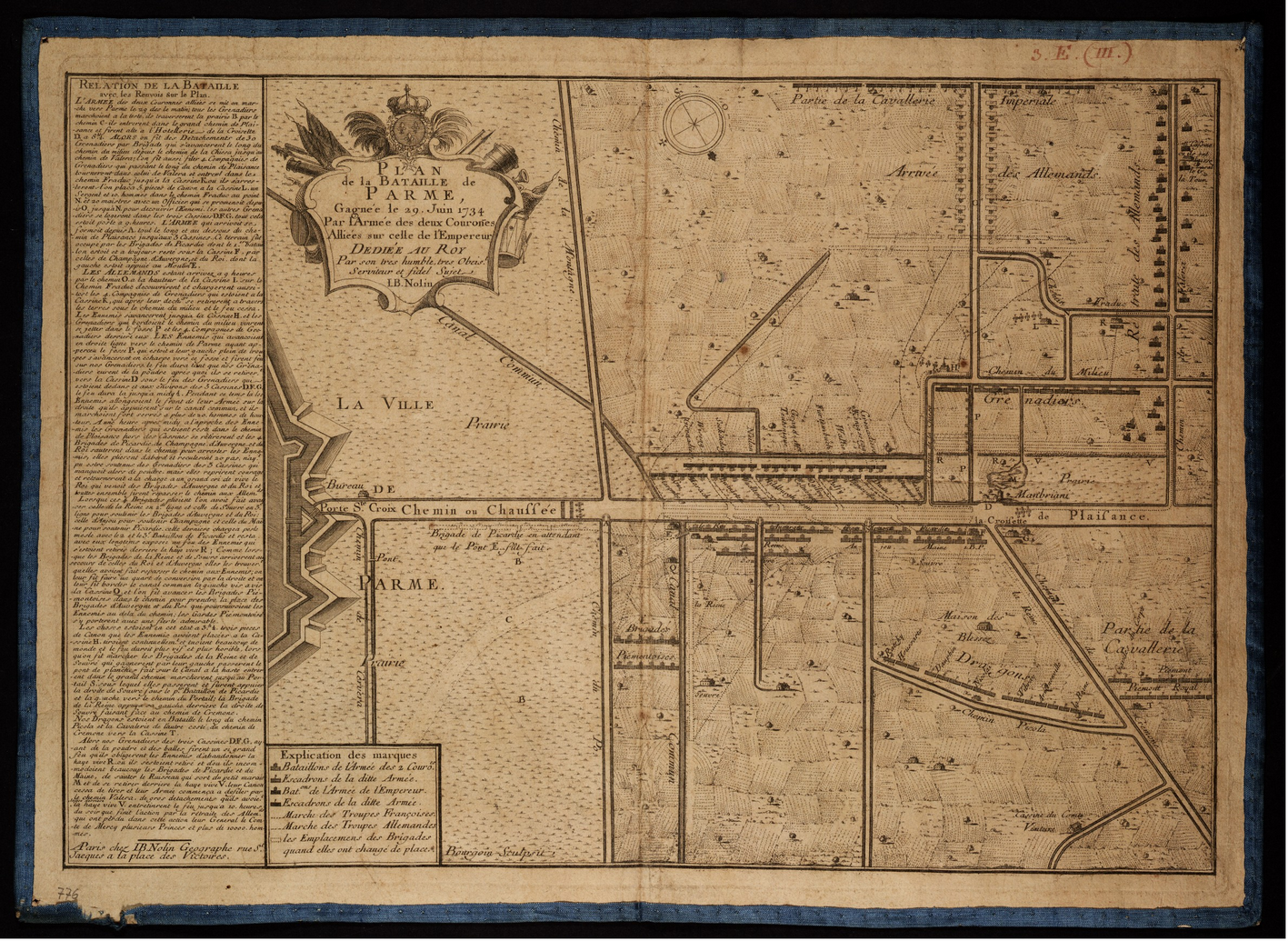
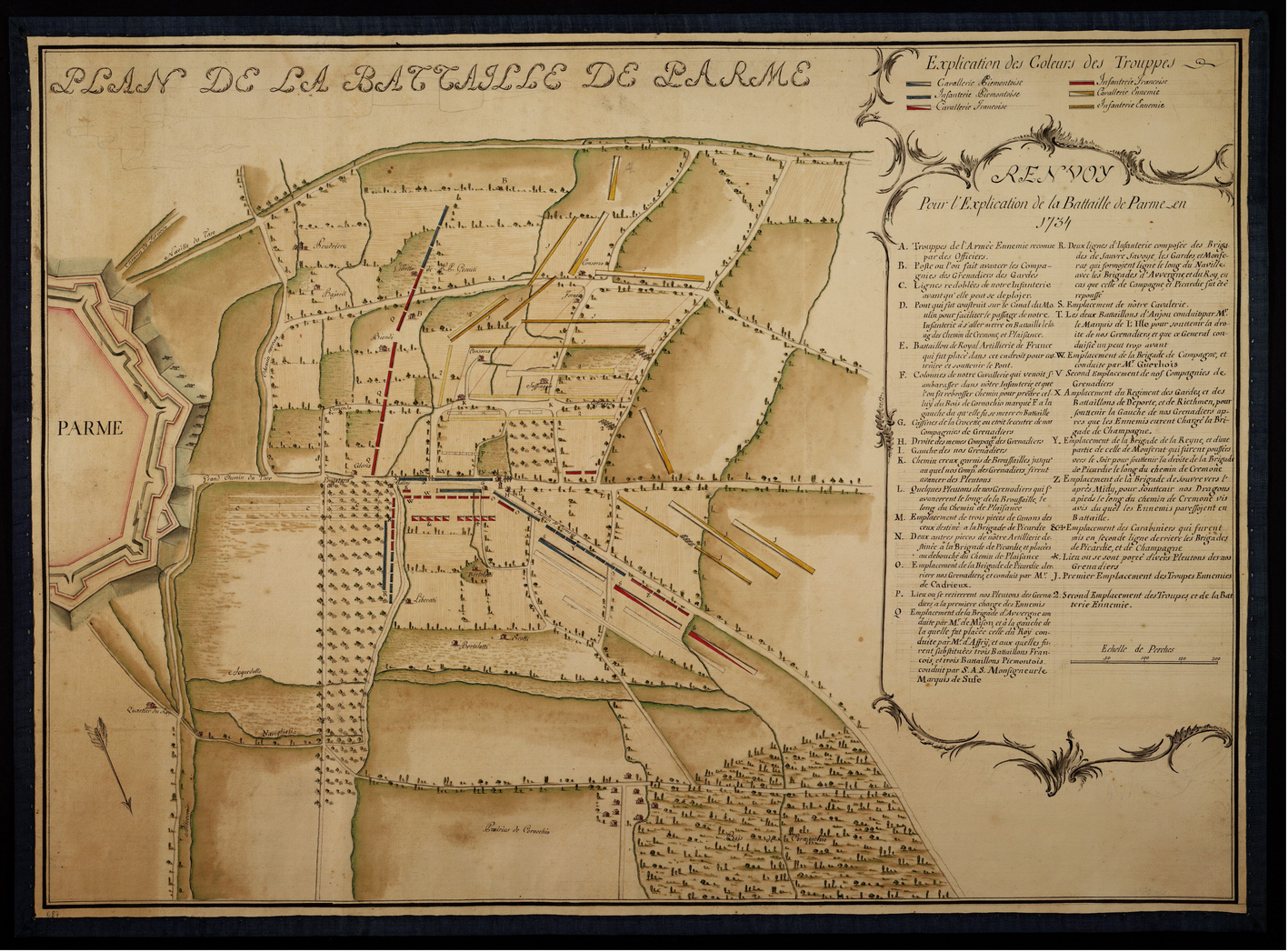